# José Valladares
José Antonio do Prado Valladares (Salvador,3 de maio de 1917 –Salvador, 1959), foi um advogado, escritor, professor, pesquisador e crítico de arte brasileiro, diretor do Museu de Arte da Bahia,  cargo que ocupou até a sua morte, em 1959. 

## Biografia
Filho de um dos mais conceituados médicos da Bahia, o professor Antônio do Prado Valladares, e de Clarice Santos Silva Valladares, foi educado em Salvador e ainda jovem foi estudar no Recife. Ali teve firmou amizade com o sociólogo Gilberto Freyre.   . 
Em 1939, é nomeado diretor do antigo Museu do Estado da Bahia – hoje Museu de Arte da Bahia (MAB) –, cargo que ocupa até a morte em 1959.   
Em 1943, o acervo do museu foi expressivamente enriquecido graças à aquisição de uma grande coleção de artes decorativas, composta por peças importantes de mobiliário baiano, porcelanas orientais e europeias, cristais, ourivesaria, prataria, alfaias, esculturas religiosas e pinturas, que pertencera ao ex-governador Góes Calmon. Na mesma ocasião, o governo do estado adquiriu também o Palacete Góes Calmon, situado na Avenida Joana Angélica, no bairro de Nazaré. Três anos mais tarde, em 1946, a instituição foi transferida para o palacete, após obras de reforma e adaptação, uma vez que o Solar Pacífico Pereira não comportava mais o crescente acervo.
Neste mesmo ano, recebe uma bolsa da Fundação Rockfeller e muda-se para os Estados Unidos. Cursa História da Arte na Universidade de Nova York, faz estágio no Brooklyn Museum. 
De volta ao Brasil, em 1944, é nomeado professor de estética na Faculdade de Filosofia da Universidade da Bahia.  
A gestão de Valladares à frente do Museu do Estado da Bahia foi de grande relevância para a consolidação da instituição como museu de artes visuais, bem como para a normatização de suas funções e para sua projeção no âmbito nacional e foi o responsável pelas primeiras atividades de catalogação sistemática do acervo e de organização da documentação museológica e histórica.     
Deu início a uma linha de publicações editadas pelo próprio museu, contribuindo para o desenvolvimento de pesquisas amparadas no próprio acervo. Criou o Salão Baiano de Belas Artes, sediado na instituição ao longo de quase um decênio, responsável por atrair a atenção dos artistas e críticos de arte de todas as regiões do Brasil à instituição.
Por fim, contribuiu para a expansão da biblioteca do museu, adquirindo uma vasta bibliografia especializada.  
Os estudos e publicações de Valladares, como seu livro Museus para o povo, resultado de estudos realizados nos Estados Unidos, constituem até hoje uma referência de primeira importância para a museologia baiana.  
Morreu prematuramente em Salvador aos 42 anos de idade, em 1959.  